# Phrenomagnetismus
Phrenomagnetismus war eine Form der magnetischen Kur nach Franz Anton Mesmer zu Beginn des 19. Jahrhunderts. Sie verbindet Lehren des Mesmerismus mit Einflüssen der Phrenologie. Der Magnetiseur behandelte dabei entsprechend der phrenologischen Lehre bestimmte Schädelbereiche des Patienten, indem er ein magnetisches Medium darauf richtete.

## Geschichte
Unter den ersten Fürsprechern des Phrenomagnetismus in den Vereinigten Staaten waren der Mediziner und Arztausbilder Charles Caldwell (1772–1853) sowie sein Student Joseph Rodes Buchanan (1814–1899). Caldwell machte 1796 an der Universität von Pennsylvania seinen Abschluss in Medizin. 1837 zog er nach Kentucky um und wurde erster Professor für Medizin überhaupt am Louisville Medical Institute. Caldwell hatte mit Anhängern des Mesmerismus in Frankreich konferiert und von Johann Spurzheim während eines Parisaufenthaltes etwas über Phrenologie gelernt. Nachdem die Phrenologie durch Spurzheim – welcher angeblich tausende von Menschen dazu bekehren konnte – in die Vereinigten Staaten von Amerika gebracht wurde, wurde Caldwell einer der größten Verfechter einer Kombinationstechnik von Phrenologie und Mesmerismus, dem Phrenomagnetismus.